# Sepúlveda (kommunhuvudort)
Sepúlveda är en kommunhuvudort i Spanien.   Den ligger i provinsen Provincia de Segovia och regionen Kastilien och Leon, i den centrala delen av landet, 100 km norr om huvudstaden Madrid. Sepúlveda ligger 1 015 meter över havet och antalet invånare är 1 361.
Terrängen runt Sepúlveda är platt. Runt Sepúlveda är det mycket glesbefolkat, med 6 invånare per kvadratkilometer. Närmaste större samhälle är Cantalejo, 16,1 km väster om Sepúlveda. Trakten runt Sepúlveda består till största delen av jordbruksmark.